# Les Soleils de l'île de Pâques
Pour plus de détails, voir Fiche technique et Distribution.
Les Soleils de l’île de Pâques est un film français réalisé par Pierre Kast, sorti en 1972.
Le film suit six personnes de nationalités et de conditions bien différentes (Norma, Alexandra, Helvio, Irenio, Françoise et Maurice), qui ne se connaissent pas, et qui reçoivent simultanément une sorte de message codé les invitant à se rendre à l'île de Pâques. Ils se retrouvent donc sur cette île. Là, ils assistent à la manifestation cosmique des "soleils", des êtres venus du fond de l'espace. Alain, un français qui les a accompagnés, sera le catalyseur de cette rencontre, et restera sur l'île pour témoigner de cette étrange vision.

## Synopsis
Maurice, physicien français, spécialiste de l'énergie solaire, mais également expert en géomancie, et descendant d'une longue lignée de sorciers et de magiciens; Norma, astronome au Brésil; Alexandra, la fille d'une riche famille du Chili, douée d'une sensibilité médiumnique; Françoise, ethnologue française revenant d'une campagne de recherche en Polynésie; Helvio, professeur d'entomologie à l'université de Valparaiso; Irenio, prêtre macumba au Brésil.
Ces six personnes qui ne se connaissent pas reçoivent à la même époque des trains d'hallucinations qui se termine invariablement par des images de l'Île de Pâques, et découvrent l'apparition d'un petit disque nacré dans la paume de leur main.
Chacun décide alors de partir, par ses propres moyens, pour cette île du bout du monde. Alexandra se fait accompagner par son petit ami, Alain, psychologue à Valparaiso. Malgré son sentiment d'être le "septième côté d'un hexagone", Alain accepte de la suivre, car Alexandra sent qu'il est une sorte de "catalyseur" et que son rôle se dessinera plus tard.
Durant le voyage, chacun fait la connaissance des autres, deux par deux, puis trois par trois, et converge vers l'île. Après l'avoir explorée, tous se retrouvent dans une grotte en face d'un homme qui attendait leur venue, le "Gardien".
Celui-ci leur explique que tous les cinq cents ans et depuis des millénaires, se produit une conjonction astrale et sidérale qui permet à des êtres venus d'un "extrême ailleurs" de tenter un contact avec des hommes de la Terre. Ces êtres extraterrestres sont des intelligences composées de pure énergie, prenant la forme de boule, tels des "soleils". Les statues de l'Île de Pâques sont en quelque sorte des balises dans l'espace et dans le temps pour ces êtres. Et les trains d'hallucinations reçus par les six protagonistes s'avèrent donc être des messages télépathiques les guidant vers ce rendez-vous cosmique.
À l'heure dite, les "soleils" se matérialisent et sondent le psychisme des six Terriens : horrifiés par les images de violence qu'elles y voient (guerre, famine, etc.), les "soleils" s'enfuient, refusant de prendre officiellement contact avec l'Humanité cette fois encore. 
Et tandis que les six protagonistes principaux retournent à leurs vies, Alain est désigné pour être le nouveau "Gardien", celui qui attendra dans la grotte le prochain grand rendez-vous avec les "soleils", cinq siècles plus tard.

## Fiche technique
- Titre : Les Soleils de l'île de Pâques
- Réalisation : Pierre Kast
- Scénario : Pierre Kast
- Dialogues : Pierre Kast
- Musique : Bernard Parmegiani
- Photographie : Silvio Caiozzi (Chili), J.A. Ventura (Brésil), Jean Collomb (France)
- Montage : Georges Klotz
- Effets spéciaux : Claude Copin
- Script : Chantal Nicole, Fernanda Borgès
- Production : Helvio Soto
- Sociétés de production : Luis Carlos Barreto (Brésil), Telecinema (Helvo Soto, Chili), Alexandra Films (Paris)
- Société de distribution : Les Films 13
- Pays de production :  France -  Brésil -  Chili
- Genre : drame et science-fiction
- Durée : 94 minutes
- Date de sortie : France - 23 août 1972

## Distribution
- Françoise Brion : Françoise
- Alexandra Stewart : Alexandra
- Norma Bengell : Norma
- Jacques Charrier : Alain
- Maurice Garrel : Maurice
- Zozimo Bulbul : Irenio
- Marcello Romo : Helvio
- Ursula Vian-Kübler
- Ruy Guerra
- Carlos Diegues

## Distinctions
Le film a été présenté à la Quinzaine des réalisateurs, en sélection parallèle du festival de Cannes 1972.